# Bradley, West Virginia
Bradley är en ort i Raleigh County i delstaten West Virginia, USA.